# Grijskuifklauwier
De grijskuifklauwier (Prionops poliolophus) is een zangvogel uit de familie Vangidae (vanga's).

## Verspreiding en leefgebied
Deze soort komt voor in het zuidwesten van Kenia en het noorden van Tanzania.

## Status
De grootte van de populatie is niet gekwantificeerd maar de soort wordt omschreven als schaars. Aangenomen wordt dat de populatie relatief klein is en dat de aantallen afnemen door habitatverlies. Op de Rode lijst van de IUCN heeft deze soort daarom de status gevoelig.